# Little Saint James
Mali Sveti Jakov (eng. Little Saint James) mali je privatni otok površine oko 30 hektara na Američkim Djevičanskim otocima, smješten jugoistočno od susjednog otoka Great Saint James, oba uz južnu obalu većeg otoka St. Thomas i pripada podokrugu East End, St. Thomas. Otok je bio u vlasništvu američkog osuđenog seksualnog prijestupnika nad djecom Jeffreya Epsteina od 1998. do njegove smrti 2019. godine. Tijekom Epsteinovog vlasništva, otok je dobio lokalne nadimke kao što su "Otok grijeha" i "Otok pedofila".

## Vlasništvo
Godine 1997. Little Saint James bio je u vlasništvu rizičnog kapitala Arch Cummina i bio je na prodaju za 10,5 dolara milijuna. U travnju 1998. tvrtka pod nazivom LSJ LLC kupila je otok za 7,95 milijuna dolara, a dokumenti su pokazali da je Jeffrey Epstein bio jedini član LSJ-a. Godine 2019. otok je procijenjen na 63,874,223 dolara. Otok je bio Epsteinovo primarno prebivalište, i on je otok nazvao "Mali St. Jeff". Glavnu kuću na otoku obnovio je Edward Tuttle, dizajner Aman Resortsa. Godine 2008. Epsteinovo imanje na Little Saint Jamesu imalo je 70 zaposlenika. Prema bivšem zaposleniku, Epstein je inzistirao na diskreciji i povjerljivosti svojih zaposlenika.
U ožujku 2022. Little Saint James i susjedni Great Saint James kotirani su po cijeni od 125 milijuna USD. Odvjetnik Epsteinove ostavštine izjavio je da će novac dobiven prodajom biti iskorišten za rješavanje niza tužbi. Bespoke Real Estate, agencija koja zajednički nadzire prodaju, izjavila je da su dodatne informacije o popisu dostupne samo potencijalnim kupcima.

## Građevine
Godine 1997. otok je imao glavnu kuću, tri vikendice za goste, kućicu za čuvare, privatni sustav za desalinizaciju, heliodrom i pristanište. Osim toga, postoji zgrada s plavim prugama u obliku kutije koja je u početku bila na vrhu zlatne kupole. Svrha ove konstrukcije je nejasna, budući da uvelike odstupa od planova za glazbeni paviljon koji su 2010. godine Epsteinovi arhitekti predali na odobrenje. Izvorna zgrada u nacrtima bila je osmerokutne osnove, pravokutnog presjeka i imala je dvije bočne prostorije koje su se protezale od vanjskih zidova. Također je bio mnogo niži u perspektivi, a kupola se protezala od oktogona preko na krovove bočnih zgrada. Zgrada koja je na kraju izgrađena bila je znatno viša, kockastog oblika i bez ikakvih bočnih prostorija. Kupola je također bila prilično unutar otiska kocke, a zgrada nije imala nijedan od predloženih završetaka primijenjenih na zidove, niti je izgrađena od materijala u tim planovima - naime, od kamena. 

## Posjetitelji
Manekenke Victoria's Secreta bile su među gostima koje je tamo vidio bivši zaposlenik, a Les Wexner barem je jednom posjetio otok. Princ Andrew, vojvoda od Yorka, barem je jednom posjetio Epsteinov privatni mlažnjak na otoku, iako je bivše osoblje tvrdilo da je nekoliko puta posjetio Little Saint James.
Priča se da je Bill Clinton posjetio Little Saint James. Clinton je u nekoliko navrata između 2002. i 2005. letio Epsteinovim privatnim zrakoplovom na Little Saint James Virginia Roberts, kasnije poznata kao Virginia Giuffre, u tužbi tvrdi da je dok je radila u odmaralištu Mar-a-Lago Donalda Trumpa bila namamljena u lanac trgovine ljudima koji je vodio Epstein i dok je putovala s Epsteinom vidjela je Clintona na otoku. U razgovoru sa svojim odvjetnicima 2011., Roberts je tvrdila da je Clinton 2002. putovao u Epsteinovo utočište na Little Saint Jamesu Zahtjev Zakona o slobodi informacija za zapise Tajne službe Sjedinjenih Država o posjetima koje je Clinton obavio u Little Saint Jamesu možda nije pružio takve dokaze. Prema Epsteinovim dnevnicima letenja, Clinton nikada nije letio u blizini Američkih Djevičanskih otoka. U srpnju 2019. Clintonov glasnogovornik izdao je izjavu u kojoj je rekao da Clinton nikada nije posjetio otok.
David Copperfield zaprosio je Claudiju Schiffer na Little Saint Jamesu, tri mjeseca nakon što ju je upoznao 1993.
Jes Staley, bivši šef Barclaysa, posjetio je otok 2015.

## Ugled pod Epsteinovim vlasništvom
Prema The Independentu, "Epsteinov otok stekao je reputaciju pokvarenosti, a navodno su maloljetne djevojke grupno silovane na Little Saint Jamesu." Stekao je nadimke kao što su "Otok grijeha", "Otok pedofila", i "Otok orgija".
Prema odvjetnicima navodnih Epsteinovih žrtava, na Little Saint Jamesu St. Jamesu su Epstein i prijatelji koji su tamo putovali s njim počinili mnoge zločine protiv maloljetnika. Sudski dokumenti navode da je tada 17-godišnju Virginiju Roberts Epstein prisilio na seks s princem Andrewom u nekoliko navrata, uključujući i dio orgije na Little Saint Jamesu. Buckinghamska palača odbacila je ove optužbe. Epsteinov odvjetnik opisao je optužbe o Robertsovim orgijama kao "stare i diskreditirane".
Prema riječima mještana, Epstein je nastavio dovoditi maloljetnice na otok i 2019. godine, nakon što je evidentiran kao seksualni prijestupnik. U kolovozu 2019., nakon Epsteinove smrti, agenti FBI- a pretražili su njegovu rezidenciju na Little Saint Jamesu.

## Galerija slika
- Podmorje otoka
- Astrophyton muricatum
- Ricordea florida
- Lachnolaimus maximus
- Lutjanus jocu

## Vanjske poveznice
|  | Zajednički poslužitelj ima još gradiva o temi Little Saint James |